# 그레고리아 데 헤수스

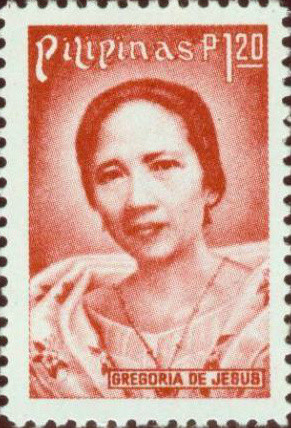

그레고리아 데 헤수스(Gregoria de Jesús, 1875년 5월 9일 - 1943년 3월 15일)는 필리핀의 독립운동가이자 카티푸난의 여성 지도자였다. 필리핀 임시 혁명정부의 제1대 부통령이자 첫 번째 퍼스트 레이디였다.
가난한 목수인 니콜라스 드 헤수스의 딸로 태어났다. 그 뒤 반필리핀 독립 운동에 가담, 카티푸난의 멤버로 활동하던 중 1893년 18세의 나이로 카티푸난의 영수인 안드레스 보니파시오와 결혼하였다. 아버지 니콜라스는 반대하였지만 결혼을 강행하였고, 둘 사이에서는 아들 안드레스 헤수스 보니파시오가 태어났지만 이듬해 천연두로 사망한다. 1896년 필리핀 임시 혁명정부를 선언하고 대통령이 되자 임시 부통령에 선출되었다.
이듬해 아기날도가 카티푸난을 장악하면서 남편 안드레스 보니파시오가 분티스 산에서 살해되자 한달간 시신을 찾았으나 찾지 못하였다. 그 뒤 같은 의사인 훌리오 냑피르와 재혼하여 9남매의 자녀를 두었다. 1943년에 사망하였다.

## 기타
산에 버려진 안드레스 보니파치오에게는 합당한 장례조차 치러지지 않았다. 안드레스 보니파치오가 죽은 뒤 그레고리아 데 헤수스는 30일간 산 속에서 그의 시신을 찾아 헤맸으나 찾지 못했다. 이는 훗날 영화화되어 <위대한 행방불명자>라는 영화의 소재가 된다.

## 같이 보기
- 안드레스 보니파시오
- 에밀리오 아기날도
- 호세 리살
- 카티푸난
- 라 리가 필리피나
- 프란시스코 카레온

| 전임 (초대) | 필리핀 혁명정부의 부통령 1896년 ~ 1897년 | 후임 마리아노 트리아스 |